# Демиденко Микола Юрійович
Мико́ла Ю́рійович Демиде́нко (нар. 8 червня 1992 — пом. 18 грудня 2014) — солдат Збройних сил України, учасник російсько-української війни.

## Життєпис
Навчався в Полтавському будівельному училищі, будівельник, працював за спеціальністю.
Мобілізований у серпні 2014-го, солдат 92-ї окремої механізованої бригади, номер обслуги.
Микола з братом та ще одним бійцем проводили обстеження лісосмуги поблизу міста Щастя. Микола йшов першим і підірвався на «розтяжці» на гранаті Ф1.
Похований в Розумівці.

## Нагороди та вшанування
- Указом Президента України № 436/2015 від 17 липня 2015 року, «за особисту мужність і високий професіоналізм, виявлені у захисті державного суверенітету та територіальної цілісності України, вірність військовій присязі», нагороджений орденом «За мужність» III ступеня (посмертно)[1].
- Вшановується в меморіальному комплексі «Зала пам'яті», в щоденному ранковому церемоніалі 18 грудня[2][3].